# 오쿠다 유타
오쿠다 유타(오쿠다 유타, 1987년 6월 12일 - )는 일본의 현대 미술가입니다. 아이치현 이누야마시 출신으로, 국내외에서 개인전을 개최하며 회화 작품을 중심으로 작품 활동을 펼치고 있습니다.

## 경력
아이치현립 이누야마 중학교, 아이치현립 강난 고등학교를 졸업한 후, 런던의 인스티튜트 마랑고니에서 패션 디자인을 공부하고 2010년에 졸업했습니다. 귀국 후, TAKEO KIKUCHI에서 패션 디자이너로 근무한 후, 2016년부터 현대 미술가로 본격적으로 활동하기 시작했습니다.

## 활동
2021년 이후 국내외 갤러리 와 미술전에서 지속적으로 개인전을 개최하고 있다.
- 2021년 6[1] 도쿄 시부야 의 elephant STUDIO에서 개인전 「With Gratitude」를 개최.
- 2022년 8[2] 마카오의 복합 리조트 「리스보에타」내 「Humarish Club」의 개막전에서 개인전 「With Gratitude」를 개최.
- 2023년 1월 도쿄의 Mizuma Art Gallery에서 개인전 "Circulation"을 개최[3]
- 2023년 9월, 싱가포르의 Mizuma Gallery에서 개인전 「Circulation」을 개최[4]
- 2024년 10[5] 아트 전문지 '아트 콜렉터즈'의 표지에 작품이 채용되었다.
- 2025년 1[6] 뉴욕 첼시 지구의 「GOCA by Garde」오프닝전으로서 개인전 「KAN-SHA BOUQUETS!」를 개최.
- 2025년 4[7] 도쿄· 롯폰기 힐즈 에서 개인전 “Cat Garden”을 개최.

## 작풍
꽃을 모티프로 한 섬세한 선화나 추상적인 표현의 회화 작품을 중심으로 제작하고 있습니다. 주로 아크릴 물감과 잉크를 사용하며, “감사의 마음”이나 “순환”과 같은 주제를 담은 작품이 많습니다.

## 책
- 『꽃과 살아있는 것 아름답고 섬세한 색칠하기놀이 Colourful Black(어른의 색칠책 시리즈)』, 카와데 서방 신사, 2017년.[8]
- 『오쿠다 유타 작품집 Circulation』, 구룡당, 2023년. ISBN 978-4-7630-2225-7[9]